# Remeteszőlős
Remeteszőlős is een plaats (község) en gemeente in het Hongaarse comitaat Pest. Remeteszőlős telt 353 inwoners (2001).